# Cercocebus torquatus
Cercocebus torquatus é um macaco do Velho Mundo da subfamília Cercopithecinae e gênero Cercocebus. Cercocebus atys já foi incluído como subespécie, mas atualmente é monotípico.

## Descrição
C torquatus possui a pelagem de cor cinza com um capuz avermelhado na cabeça e um colar branco no pescoço. As orelha são pretas e as pálpebras são brancas. Possui a cauda de cor cinza escuro  que excede o comprimento do corpo. Possui molares longos e grandes incisivos.  Os machos pesam, em média, entre 9 e 10 kg e as fêmeas entre 7,5 e 8,6 kg. Machos têm entre 47 e 67 cm de comprimento e as fêmeas, entre 45 e 60 cm.

## Distribuição geográfica e habitat
Habita as florestas pantanosas e de terras baixas e mangues do oeste da Nigéria, leste e sul dos Camarões, passando por toda a Guiné Equatorial e Gabão, e na fronteira entre o Gabão e o Congo.

## Comportamento
C. torquatus vive em grande grupos entre 10 e 35 indivíduos, incluindo vários machos. Sua dieta é composta por frutos e sementes, mas também come folhas, flores, invertebrados, cogumelos, e goma. Não possui estação de acasalamento defina, e alcança a maturidade sexual entre 5 e 7 anos, e a gestação dura em média 170 dias.

## Conservação
É listado como vulnerável pela IUCN devido à perda do habitat e caça. Está no Apêndice II da CITES e classificado como Clase B na Convenção Africana para Conservação da Natureza e Recursos Naturais.